# Denver Nuggets 1982-1983
La stagione 1982-83 dei Denver Nuggets fu la 7ª nella NBA per la franchigia.
I Denver Nuggets arrivarono secondi nella Midwest Division della Western Conference con un record di 45-37. Nei play-off vinsero il primo turno con i Phoenix Suns (2-1), perdendo poi nella semifinale di conference con i San Antonio Spurs (4-1).

## Roster
| N° | Naz.                   | Ruolo | Sportivo        | Anno | Alt. | Peso |
| -- | ---------------------- | ----- | --------------- | ---- | ---- | ---- |
| 2  | Stati Uniti (bandiera) | A     | Alex English    | 1954 | 201  | 86   |
| 5  | Stati Uniti (bandiera) | G     | Mike Evans      | 1955 | 185  | 77   |
| 7  | Stati Uniti (bandiera) | G     | Billy McKinney  | 1955 | 183  | 73   |
| 20 | Stati Uniti (bandiera) | G     | Dwight Anderson | 1960 | 191  | 84   |
| 21 | Stati Uniti (bandiera) | G     | Rob Williams    | 1961 | 188  | 79   |
| 22 | Stati Uniti (bandiera) | GA    | Glen Gondrezick | 1955 | 198  | 99   |
| 23 | Stati Uniti (bandiera) | GA    | T.R. Dunn       | 1955 | 193  | 87   |
| 24 | Stati Uniti (bandiera) | GA    | Bill Hanzlik    | 1957 | 201  | 84   |
| 25 | Stati Uniti (bandiera) | AC    | Dave Robisch    | 1949 | 208  | 107  |
| 34 | Stati Uniti (bandiera) | AC    | Danny Schayes   | 1959 | 211  | 107  |
| 43 | Stati Uniti (bandiera) | A     | James Ray       | 1957 | 203  | 98   |
| 44 | Stati Uniti (bandiera) | AC    | Dan Issel       | 1948 | 206  | 107  |
| 53 | Stati Uniti (bandiera) | AC    | Rich Kelley     | 1953 | 213  | 107  |
| 55 | Stati Uniti (bandiera) | A     | Kiki Vandeweghe | 1958 | 203  | 100  |

## Staff tecnico
- Allenatore: Doug Moe
- Vice-allenatori: Donnie Walsh, John Nilen